# Again (Archive)
Again è un singolo del gruppo musicale Archive, estratto dall'album You All Look the Same to Me.
È stata scritta da Darius Keeler, Craig Walker e Danny Griffiths per la musica, Walker per il testo.
È il brano più popolare dell'album, eseguito in tutti i tour dell'album. Dal 2004, dopo la partenza di Craig Walker, viene cantato da Dave Pen, il quale ha sempre interpretato i brani cantati da Walker: infatti egli entrò nel progetto proprio per sostituire lui, prima di diventare ufficiale.
Prima che Walker si unisse al gruppo, Keeler gli suonò una sequenza che aveva scritto, Walker fu molto entusiasta da subito, e accettò di entrare nel gruppo. Lavorarono sul brano in studio, lo misero su in gruppo, e Walker scrisse il testo sulla fine del suo matrimonio. Da qui nacque quella che sarebbe diventata Again.

## Versione acustica 2020
Il 15 giugno 2020 la band pubblica una nuova versione del brano, acustica con il pianoforte al posto della chitarra, cantata da Dave Pen e Pollard Berrier in coro.

## Formazione
- Darius Keeler - tastiere, organo, sintetizzatori
- Danny Griffiths - tastiere, effetti sonori
- Craig Walker - voce
- Steve "Smiley" Barnard - batteria
- Steve Harris - chitarra elettrica ed acustica
- Lee Pomeroy - basso elettrico
- Tom Brazelle - armonica

### Versione 2020
- Darius Keeler - pianoforte, organo, tastiere
- Danny Griffiths - Effetti sonori
- Dave Pen - voce e coro
- Pollard Berrier - coro